# Huis Wylerberg
Het Huis Wylerberg, gelegen op de Duivelsberg nabij het dorp Beek in de gemeente Berg en Dal, is een onder Duitse expressionistische architectuur gebouwde villa, naar ontwerp van de Duitse bouwmeester Otto Bartning.
De Duivelsberg behoorde vanaf 1906 toe aan Marie Schuster-Hiby, die het van haar moeder erfde. Zij was een kostschoolvriendin van mevrouw Kröller-Müller. Zij liet op de berg tussen 1921 en 1924 een villa bouwen. De villa behoort tot de belangrijkste werken van de architectuur in Duitsland in de eerste helft van de 20ste eeuw.
De keuze van de plaats van de villa was erg belangrijk. Het prachtige landschap van de Nijmeegs-Kleefse heuvelrug met weilanden, boomgaarden en bossen moest onaangetast blijven, en het hele huis werd gericht op het uitzicht over de laagvlakte van de Rijn. Zwischen Cleve und Nymwegen (...) auf dem äussersten Vorsprung der ehemalige Düne, heute einer von zahmen Kastanien bewaldete Hügelkette, tritt das Haus Wylerberg in die herrliche niederrheinische Ebene vor mit umfassenden Ausblick von Elten bis Arnheim. Meisterlich aus dem Standort und der Umgebung heraus geschaffen, ist es ganz und nur aus der Landschaft heraus zu verstehen.
Het huis staat op een terras rechtstreeks in het landschap, zonder siertuin. Aan de zijkant van het huis is plaats gereserveerd voor een nutstuintje, met groentes, en een bloemenborder om de vazen van het huis mee te vullen. Inspiratie voor deze bescheiden aanleg waren de tuinen van Karl Förster in Berlijn, waar ook de planten werden besteld.
Opnames van huis met concertzaal, landschap, tuin en bewoners zijn te zien op twee YouTube-filmpjes.
Toen de villa gebouwd werd was dit Duits grondgebied. Na de Tweede Wereldoorlog kwam de villa op Nederlands grondgebied te liggen. De villa wordt bouwkundig gekenmerkt door een veelheid aan onregelmatige vlakken. Mevrouw Schuster en haar dochter Alice lieten in de villa een muziekzaal aanleggen met uitzicht op het dal. De zaal werd voor de Tweede Wereldoorlog gebruikt voor uitvoeringen door kunstenaars die daartoe door mevrouw Schuster werden uitgenodigd. Na de Tweede Wereldoorlog waren de kunstschatten uit de villa verdwenen en was de villa verlaten. In 1965 verkocht de familie Schuster-Hiby de villa aan de Staat der Nederlanden. Sinds 1985 is Huis Wylerberg een beschermd rijksmonument en wordt beheerd door Staatsbosbeheer.
In de villa zijn het veldstudiecentrum SOVON vogelonderzoek, en de Verenigingen "Das & Boom" en "Nederlands Cultuurlandschap" gevestigd.
Sinds 2012 worden er in de muziekzaal weer concerten gegeven.